# كريستوفر دبليو ماكدونالد
كريستوفر دبليو ماكدونالد (بالإنجليزية: Christopher W McDonald)‏ هو لاعب كرة قدم بريطاني في مركز حراسة المرمى، ولد في 13 ديسمبر 1931 في لندن في المملكة المتحدة، وتوفي في 2 ديسمبر 2011 في بونكيو في اليابان.